# 2016年帝吧出征事件
2016年中国大陆网民“出征”Facebook事件，又被中国大陆网民称作Facebook表情包大战，是指2016年1月20日於百度贴吧李毅吧（也称帝吧）网络论坛提议并由部分中国大陆网民实施的一项利用翻牆軟件突破防火長城，于蔡英文等台灣政治人物以及《苹果日报》、三立新闻网等台灣媒体的Facebook主页大量发布评论的事件，该事件又以评论中包含着大量中国大陆网络常用的图片表情为特点。

## 起因
事件的起因一部分为台湾三立新闻于周子瑜国旗事件中的表态，三立引用PTT网民发言称“强国人玻璃心又碎了”，经黄安宣传和举报，引发部分中國大陸网民的不满。在周子瑜发布道歉视频之后，中国大陸演员林更新发布了一条微博，调侃周子瑜“道歉太突然，没来得及背稿”，引发部分台湾网民的强烈不满。对林更新Facebook展开留言漫骂，随即两岸网民爆发“表情包大战”。而1月14日罗志祥在出席活动时被问及和中國大陸的嘉賓合作有什麼感想，羅志祥表示：「不用分那麼細，因為我們都是中國人。」引來台下一陣歡呼，也引发台湾网民不满并进行攻击，于Facebook进行交战，与此鲜明对比的是大陆的叫好声。而民进党在台湾选举中获胜后又是激起了中國大陆网民的不满。
该活动的一名发起者认为：“经常上Facebook的人都会知道，台湾一直对大陆有偏见，以为大陆人没素质，随地大小便，这起活动可以改变台湾人对大陆的偏见吧”，也是“为了告诉台独分子，中国是统一的，不会因为你们这几个人搞分裂。”
事件的发起者为来源于百度贴吧的李毅吧。百度贴吧是中國大陸的論壇網站，自称是“全球最大的中文社区”，其特點是各論壇（“貼吧”）以某一主題命名。李毅吧原為關於中國足球運動員李毅的網路論壇，其“关注用户”人數為2386万左右。由於李毅绰号“大帝”，因此此論壇參與者為論壇起了例如“帝吧”、“D吧”、“D8”等別名，並稱為“百度卢浮宫”。由於其參與人數衆多，經常參與或發起群體性網絡事件，且破坏力惊人，故有“帝吧出征，寸草不生”的说法。但由於Facebook的功能未必與百度相同，導致帝吧出征的效果並沒有預期來的好，而被很多台灣網友譏笑中國大陸網民是“帝吧出征，笑到往生”。

## 经过

### 先前
2016年1月20日凌晨2时左右，新浪微博网民“赵日天233号”发布了一条“今晚7点出征fb和对岸台独同志进行友好交谈”的微博，很快转发过万，被刷上新浪微博的热门话题榜。随后，更多关于“远征FB的帖子”的“作战部署”从其微博裡传出，该网民在微博裡表示，“官方发言账号只有这一个”、“部署工作就此开始”。“出征队伍”被分为两个总群及一个前线部队，每个总群下又设有6路纵队，收集“台独”言论、图片等情报工作、宣传和组织工作（透過发帖召集人马）；“武器”装备工作（制作表情包）；对外交流工作（外语翻译）；战场清理工作（举报「台独」言论）、以及一个粤语组，并对应创立了6个QQ群。
中國大陆网民预计要在7点时对台湾各大媒体脸谱粉丝团发起「进攻」，要用「自制表情」、「网络言语攻击」、「检举」等手段，在台媒粉丝团大量刷屏，目的是要让粉丝团关闭。为了此次的“出征”，有些网民甚至还自制“教战手则”，也有人提供表情懒人包，还提醒不要用习近平的照片做表情，避免遭对方改图。同时有一个斗鱼TV直播间在6:30左右开播，直播注册Facebook账号，并普及事件的前因后果，让无法翻墙的网民也能“共襄盛举”，消息发布后，三立、东森等台湾媒体纷纷报道了这个消息。。1月20日下午1时38分，距离微博中预告的晚7点“远征”还有5个小时，“6组帝吧反TD（台独）出征群”的QQ群裡发布了第一个群公告，公告中要求每位成员“不说脏话、不发任何中国领导人的照片、要攻击台独言论而不能全盘否定、一切行动听指挥”。随后，“关于去战场”、“参战须知”、“注意事项”等公告逐一发布，公告中明确规定好步骤，先去占领的舆论地，由于涉及境外媒体，群文件中还为群民准备了29个Facebook账号，7个翻墙软件。一位负责制图的成员透露，昨日13点左右，新建的5个群均因人数上限，加不进去。他所在的制图组也不断有新人加入，不会制图的负责收集资料图片，会制图的负责制作表情包图片，然后上传到群相册，供其他“战友”使用。
共青团中央官方微信运维负责人、宣传部干部任晓蓉，也被认为在本次事件中參與輿論引導工作。

### 中国大陆方面
晚上7点时，大陆网民涌入Facebook，7:00-7:15时涌入三立新闻主页，7:15-7:30则为苹果日报主页，往后是蔡英文个人主页，同时被涌入的还包括自由时报、何韵诗、林更新、周子瑜等机构和个人的Facebook主页。大陆网民开始对这些粉丝团大量评论，并附带表情包。大量表情包、“八荣八耻”全文、“社会主义核心价值观”全文、满汉全席、中国山水画等内容占满各大战场评论页。和此前百度贴吧数次爆吧不同，此次帝吧“远征”组织者规定“有组织、有纪律”，帝吧相关组织者在组建的多个QQ群里多次强调文明用语，不发色情图片，反台独但不反台湾人民 ，随后翻译组还把多国语言版本的反台独声明翻译出来，一些表情包风景图也盖上了印章，强调“反台独专用”。晚上7点，多个平台迅速被中国大陆网民占据，网民们透过刷诗歌、表情包等方式刷粉絲專頁，一些平台选择关闭评论以此躲避。由于无法在中国大陆境内直接登入Facebook，此次帝吧打击“台独”事件在各直播平台上广泛传播，首先开通直播的是斗鱼TV，同时观看人数迅速超过10万，后被斗鱼官方关闭。随后Bilibili、虎牙直播、熊猫TV等多个平台也先后跟进直播，但随后不久均被这些直播平台所关闭。

### 台湾方面
由于部分“参战”的中國大陸网民跑错了“战场”，在这起事件中被牵连的还有“三立娱乐星闻”账号，不过三立娱乐星闻不仅没有反击，甚至还指出“战场”，附上“三立新闻”的链接，还获得了大批中國大陸网民喜爱。“三立新闻”虽然成为主要战场，但巧妙地避开了互骂进退两难的状态，发布“图都好有趣阿”等言论。但随后三立新闻也发表“北欧国家对台湾友好，挪威承认台湾是一个国家”的假新闻，但30分钟后即被《环球时报》和挪威外交部澄清，挪威外交部官方微博也发表声明，支持一个中国。三立之后發了一则“7名瑞典议员支持承认台湾是一个国家”的假新闻，不过21日中午瑞典也仿效挪威做法，于官方微博发表声明。三立最终关闭评论功能，也将2016年的所有FB博文全面删除，据统计，20日晚三立新闻的FB留言量，比三立新闻通常情况下一年的留言量还多。民进党方面，蔡英文FB一条“国会议长中立化”博文瞬间刷屏2万多条回复，大多都是简体字的“反台独”言论。对于蔡英文FB遭到中國大陆网民刷屏一事，民进党表示“欢迎光临民主自由的台湾”，并表示，“不会删文”。
前国民党立法委员蔡正元还被誤指為「蔡英文的弟弟」，臉書粉絲團慘遭中國大陸網民洗版。。

## 反应与评价

### “出征”
- 李毅于1月20日晚8点15分，透过微博账号“@9号李毅大帝”转发了 “帝吧出征fb”相关微博，并评论道，“犯我中华者，虽远必诛！”[19]。
- 《人民日报》的“微信”頻道曾轉發題為《帝吧出征FB 友邦有话要说》的網絡文章，此文章内容包括“在这场网络较量中，与中国内地这些90后的青少年们相比，一些持『台独』观点的人显得笨拙、无知、狭隘和自大。透过这次『网络大战』，双方综合素养高下立判。”，“希望他们一直保持着这种自信，做中华民族的好儿女，为推动中华民族伟大复兴的中国梦添砖加瓦。只要我们足够自信，大踏步向前，一定会将『台独』势力踩在历史的脚下！”。[21]但被人文经济学会特约研究员、新媒体主编田君潇指责其“用篡改史實的方式反台獨”。[22]
- 《人民日报》后于25日发表评论《“帝吧远征”，“90后”的网络狂欢》，认为“与其手握意识形态的放大镜去过度解读青年行动，不如用心思索如何让两岸青年声息互闻，让他们看见真实的彼此，再得出自己的答案。”，“这仍不失为一次两岸青年沟通的尝试。正所谓‘不打不相识’，从近日疯传的网络聊天记录中，两岸网民由‘恶意对掐’到兄弟般地聊陆剧、谈美食，乃至‘远征’中找错页面却得到对岸管理员热情指路，还不忘送上‘还是要常来玩啊’的邀约，都显示出两岸青年真诚沟通的可能。”，“年轻人，要敢于运用自己的理性”[23]。
- 人民網轉載千龍網的文章，指出「小粉紅」群體是伴隨中國互聯網成長的一代，他們個性獨立、多元、愛表達，其言論體現的是樸素的愛國情感和鮮明的愛國立場。但評論這個群體也具有自身的缺點，因此需要做出改變，同時全社會也應幫助他們成長。[24]

### 反对“出征”
- 法國國際廣播電臺指出，「1月20晚，共青团中央微博发了一首毛泽东的《七律•长征》，以“红军不怕远征难，万水千山只等闲”的诗句为此次“出征”打气，当然，“远征”首先得翻墙，略有讽刺。」[25]
- 时政漫画家“变态辣椒”则1月21日接受自由亚洲电台采访时表示他本人的Twitter及Facebook账号同样遭到洗版，他认为，这样的做法只会起到相反的效果，令两岸关系更加疏远[26]。
- 台湾花莲地方检察署起诉书指，37岁的台湾人尹垣程5年前开始管理脸书社团“帝吧中央集团军”和粉丝专页“帝吧根据地”，立场为支持“一个中国”。他因经常违反脸书社群规范遭禁言，因此找人用绘图软件，把他人健保卡、护照变更为假名，申请多个帐号。起诉书还指，尹垣程的大陆妻子刘慧也涉嫌变造特种准文书。
- 花莲地方法院一审判决，尹垣程犯散播有关严重特殊传染性肺炎流行疫情不实讯息，处有期徒刑3个月、犯变造特种准文书罪，处拘役50日；刘慧犯行使变造特种准文书罪，处拘役40日，缓刑2年，得易科罚金。基进党认为，尹垣程夫妻二人的犯行明显是在为中国服务的政治活动，并透过假消息影响舆论来达到政治效果，但这次的判决中几乎没有任何国安因素、政治影响的考量，要求国安单位彻查。
- “经营‘帝吧’这么有知名度的中国爱国帐号，夫妻二人是否有中国官方授意的目标？是否有私下的金钱往来？”基进党质疑。[27]

### 其它
- 根據《中華人民共和國計算機信息網絡國際聯網管理暫行規定》（下稱《暫行規定》）第六條，「計算機信息網絡直接進行國際聯網，必須使用郵電部國家公用電信網提供的國際出入口信道。任何單位和個人不得自行建立或者使用其他信道進行國際聯網」。公安機關可對違反此規定的人給予警告，並處以最高15000元罰款。
- 1月23日，知名地产商任志强在其微博上发问，这次出征行动“仍然是阶级斗争为纲？”，被网民反呛“老年人不懂年轻人”[28]。
- 国台办发言人马晓光于27日表示，“两岸青年人应该加强交流，在交流中增加彼此的沟通和理解，来不断地深化对两岸关系的正确认知，不断地融洽两岸同胞的民族感情”[29]。
- 中国共青团20日晚6点50分在微博上发表了毛泽东的《七律·长征》，似乎是对此次出征FB事情的表态[19]。